# Erich Zöllner
Erich Zöllner (25. června 1916, Vídeň – 11. prosince 1996 tamtéž) byl rakouský historik.

## Životopis
V letech 1953 až 1986 byl profesorem rakouských dějin na vídeňské univerzitě a v letech 1974 až 1985 prezidentem Institut für Österreichkunde. Byl uznávaným historikem v oblasti rakouských dějin 2. poloviny 20. století.

## Ocenění
- 1983: Cena Wilhelma Hartela
- 1991: Cena města Vídně za humanitní vědy

## Dílo (výběr)
- spolu s Heinrichem Fichtenauem: Urkundenbuch zur Geschichte der Babenberger in Österreich, svazek 1-2, 1950/55
- Geschichte der Franken bis zur Mitte des 6. Jahrhunderts, 1970
- Geschichte Österreichs, 1961
- Das Werden Österreichs, 1964
- Probleme und Aufgaben der österreichischen Geschichtsforschung, Heide Dienst a Gernot Heiß, 1984
- Der Österreichbegriff. Formen und Wandlungen, 1988